# Sarah Bäckman
Sarah Bäckman (Estocolmo, 8 de diciembre de 1991) es una luchadora profesional, deportista de fuerza y, fuera del plano deportivo, agente inmobiliaria sueca. Es ex campeona mundial de lucha de brazos en ocho ocasiones. Bäckman también compitió como "Spirit" en la versión sueca de la franquicia Gladiators de MGM Television. De 2013 a 2014, Bäckman fue fichada por la WWE, trabajando en su territorio de desarrollo NXT.

## Carrera como deportista de fuerza
Bäckman comenzó a practicar la lucha de brazos a los 14 años, y es una de las luchadoras de brazos más condecoradas del mundo. Ha sido ocho veces tanto campeona mundial como europea de lucha de brazos, y hasta once a nivel nacional en Suecia. Se retiró para dedicarse a la lucha libre en mayo de 2013, cuando decidió firmar con la WWE.
Bäckman interpreta a la gladiadora "Spirit" en la versión sueca de Gladiators (o Gladiatorerna, como se denominaba en Suecia al programa que se emitía en TV4). Bäckman sustituyó a "Stinger", que era interpretado por Cajsa Nilsson. En un artículo para el periódico sueco Aftonbladet, Bäckman se refirió a ser una "gladiadora" como "un sueño de su infancia".

## Carrera como luchadora profesional
En marzo de 2013, se informó que Bäckman firmó un contrato de desarrollo con la WWE y que se presentaría en su territorio de desarrollo NXT. El nombre en el ring de Bäckman se reveló como Shara el 10 de febrero de 2014. Bäckman solicitó y se le concedió la liberación de su contrato el 30 de abril de 2014.

## Vida personal
Bäckman se casó con Taylor Rotunda, que en ese momento estaba firmado con la WWE bajo el nombre del anillo Bo Dallas, el 26 de junio de 2014. En 2015, Bäckman comenzó una carrera como agente inmobiliario. Bäckman y Rotunda se divorciaron en 2019.